# Leucanella nyctimenoides
Leucanella nyctimenoides är en fjärilsart som beskrevs av Lemaire 1966. Leucanella nyctimenoides ingår i släktet Leucanella och familjen påfågelsspinnare. Inga underarter finns listade i Catalogue of Life.